# Patellapis ausica
Patellapis ausica är en biart som först beskrevs av Cockerell 1945.  Patellapis ausica ingår i släktet Patellapis och familjen vägbin. Inga underarter finns listade i Catalogue of Life.